# Ferrán Tallada
Ferran Tallada i Comella (Barcelona, 14 de noviembre de 1881 - 9 de enero de 1937) fue un ingeniero industrial y científico catalán.

## Biografía
Licenciado en ciencias e ingeniero industrial por la Universidad de Barcelona (1902). Catedrático de Cálculo y Mecánica Racional en la Escuela de Ingenieros Industriales de Barcelona (1907). Profesor de la Escuela del Trabajo .
Vicesecretario (1903) y vicepresidente (1920) de la Asociación de Ingenieros Industriales. Presidente de la Asociación Astronómica de Barcelona (1911). En 1914 ingresó en la Real Academia de Ciencias y Artes de Barcelona.  Escribió en la Revista Tecnológico Industrial y en La Vanguardia divulgando la teoría de la relatividad y defendiendo el trabajo de Max Planck.  Concejal del ayuntamiento de Barcelona (1924). Durante la Segunda República Española fue becado para ampliar estudios en París.
Llevan su nombre  Cátedra de Energía Nuclear de la Universidad de Barcelona (1955) y el Instituto de enseñanza secundaria de la Font d'en Fargues.

## Obras
- Consideraciones sobre el espacio (1914)
- Resolución analítica de las ecuaciones algebraicas (1929)
- Distribución de las asíntotas de las curvas algebraicas (1929)
- Ecuaciones diferenciales lineales (1930)
- Integrales irregulares de las ecuaciones diferenciales lineales (1931)
- El método axiomático en las ciencias físicas (1931)
- Representación de funciones (1936)